# Duthiella myuriiformis
Duthiella myuriiformis är en bladmossart som beskrevs av Kyuichi Sakurai 1936. Duthiella myuriiformis ingår i släktet Duthiella och familjen Leskeaceae. Inga underarter finns listade i Catalogue of Life.